# Kurzacze (powiat ostrowiecki)
Kurzacze – wieś w Polsce, położona w województwie świętokrzyskim, w powiecie ostrowieckim, w gminie Kunów.
W latach 1975–1998 miejscowość należała administracyjnie do województwa kieleckiego.
| SIMC    | Nazwa         | Rodzaj      |
| ------- | ------------- | ----------- |
| 0247232 | Barańszczyzna | przysiółek  |
| 0247249 | Jeleniec      | osada leśna |
| 1018806 | Kaplica       | przysiółek  |
| 0247255 | Zwierzyniec   | osada leśna |